# Paw Diaz
Paw Diaz (San Pedro, 16 de março de 1987) é uma atriz filipina.

## Filmografia

### Televisão
| Ano  | Título                                                  | Papel             |
| ---- | ------------------------------------------------------- | ----------------- |
| 2011 | María la del Barrio                                     | Soraya Montenegro |
| 2011 | Your Song Presents: Kim                                 | Nadine Romano     |
| 2010 | Rosalka                                                 | Lucy              |
| 2010 | Maalaala Mo Kaya: "Bus"                                 | Tina              |
| 2010 | Precious Hearts Romances Presents: The Substitute Bride | Wilda Albantes    |
| 2010 | Banana Split                                            | Secondary Cast    |
| 2010 | Magkano Ang Iyong Dangal?                               | Diane             |
| 2009 | Precious Hearts Romances Presents: Bud Brothers         | Madonna Rivera    |
| 2009 | Tayong Dalawa                                           | Michaela          |
| 2008 | My Girl                                                 | -                 |
| 2007 | Sineserye Presents: Natutulog Ba Ang Diyos?             | Karla             |
| 2007 | Teens                                                   | Host              |
| 2007 | Rounin                                                  | Solana            |
| 2006 | Star Magic Presents: "The Game of Love"                 | Kat               |
| 2006 | Sound Connections (UNTV)                                | Host              |
| 2006 | Da Adventures of Pedro Penduko                          | Cecile            |
| 2006 | Qpids                                                   | -                 |
| 2005 | Maynila (GMA 7 )                                        | ????              |
| 2005 | Ang Panday                                              | Dahlia            |
| 2005 | My Juan and Only                                        | Sandra            |
| 2004 | Star Circle National Teen Quest                         | Ela mesma         |